# スイート (渕上里奈の曲)
スイートは、日本の歌手、渕上里奈の通算6枚目、メジャー1stシングルである。2014年5月7日に徳間ジャパンコミュニケーションズより発売。

## 概要
広島のローカルアイドルグループMMJのサブリーダー、渕上里奈のメジャーデビューシングル。プロデュースはMMJや渕上里奈の過去の作品にもサウンドプロデュースで参加しているSTEAL。
収録曲は3曲（インストゥルメンタルを除く）で、すべて渕上里奈本人による作詞作曲、STEALによる編曲である。
カラオケDAMの地域限定TVCMのテーマソングに起用されている。

## 収録曲
| #  | タイトル      | 作詞     | 作曲     | 編曲  | 時間 |
| -- | ------------- | -------- | -------- | ----- | ---- |
| 1. | 「スイート」  | 渕上里奈 | 渕上里奈 | STEAL | 3:46 |
| 2. | 「all right」 | 渕上里奈 | 渕上里奈 | STEAL | 4:12 |
| 3. | 「ナツコイ」  | 渕上里奈 | 渕上里奈 | STEAL | 4:10 |